# Kommune (Chile)

Politisch-administrative Karte von Chile, unterteilt nach Kommunen, Provinzen und Regionen

Die Kommune (span. comuna) ist die kleinste eigenständige politische und organisatorische Einheit in Chile. Das Land umfasst insgesamt 346 Kommunen (oder Gemeinden), die auf 56 Provinzen verteilt sind. Diese Provinzen sind wiederum in 16 Regionen zusammengefasst. Eine Gemeinschaft von Kommunen stellt eine Provinz dar, während eine Sammlung von Provinzen eine Region bildet.

## Geschichte
Der Rechtsstatus einer Kommune wurde in Chile mit der Verkündung des Gesetzes über die autonomen Kommunen am 22. Dezember 1891 unter der Präsidentschaft von Jorge Montt geschaffen. Dadurch wurden kleinere Verwaltungseinheiten in ihrer Autonomie gestärkt, sodass sie die Möglichkeit erhielten, ihre eigenen lokalen Behörden zu wählen und einen größeren Anteil öffentlicher Mittel eigenverantwortlich vor Ort zu verwalten. Dies förderte die Dezentralisierung der politischen Macht, die bislang selbst bei lokalen Amtsbesetzungen überwiegend in der Landeshauptstadt Santiago konzentriert war. Dieses politische Modell war vom Kommunalsystem inspiriert, das in Europa bereits Ende des 19. Jahrhunderts existierte. Bis zum Jahr 1976 bestanden neben den Regierungsunterdelegationen weiterhin Kommunen als grundlegende Einheiten der lokalen Verwaltung. Diese Verwaltungseinheit blieb während der chilenischen Kolonialzeit von den Bourbon-Reformen des spanischen Reiches verschont. Im Rahmen der Regionalisierung des Landes wurden diese anschließend aufgelöst, sodass ausschließlich die Kommunen als die kleinsten administrativen Einheiten verbleiben.

## Merkmale
Eine Kommune kann unterschiedliche Nutzungsarten aufweisen, darunter städtische, ländliche oder gemischt genutzte Flächen. Innerhalb des Gemeindegeländes können mehrere städtische Zentren existieren, die anhand ihrer Einwohnerzahl klassifiziert werden. Nach der chilenischen Klassifizierung urbaner Gebiete stellt eine Stadt (ciudad) ein städtisches Zentrum mit einer Einwohnerzahl von über 5000 dar, während Dörfer (pueblo) als Ortschaften mit 2001 bis 5000 Einwohnern definiert werden.
Die Bevölkerungszahl und die Flächengröße der einzelnen Kommunen variieren in Abhängigkeit von der demografischen Situation der jeweiligen Region. Dabei spielen zudem weitere Faktoren wie wirtschaftliche Aktivitäten und strategische geopolitische Überlegungen bei der Gründung und Entwicklung der Kommunen eine entscheidende Rolle. Grundsätzlich ist Voraussetzung, dass eine Kommune mindestens eine eigenständig verwaltete Siedlung umfasst und über eine entsprechend ausgebaute Infrastruktur für die Grundversorgung verfügt. Hierzu zählen Gesundheits- und Bildungseinrichtungen sowie Transportverbindungen. Zudem ist eine geografische Kontinuität unerlässlich, um Diskontinuitäten oder Fragmentierungen im Kommunalgebiet zu vermeiden.

## Verwaltung
Der rechtliche Rahmen für die Tätigkeit der Kommunalverwaltung wird durch das verfassungsmäßige Gemeindegesetz (Ley Orgánica Constitucional de Municipalidades) festgelegt.
Eine Kommune wird vom Stadtrat verwaltet, dessen oberster Vertreter der Bürgermeister ist. Der Bürgermeister wird durch den Gemeinderat (concejo municipal) beraten und überwacht, dessen Mitgliederzahl je nach Einwohnerzahl der Gemeinde zwischen sechs und zehn Personen variiert. Der Bürgermeister sowie die Mitglieder des Kommunalrats werden durch die Bürgerinnen und Bürger für eine Amtszeit von vier Jahren gewählt. Bürgermeister können nur für zwei weitere Amtszeiten wiedergewählt werden, d. h. insgesamt maximal 12 Jahre über drei Amtszeiten verteilt.